# Josef Král
Josef Král (18. prosince 1853 Praha-Staré Město – 17. září 1917 Královské Vinohrady) byl český klasický filolog, profesor Univerzity Karlovy a překladatel. Teoreticky zdůvodnil tónický verš v českých překladech antických (řeckých a latinských) dramat a sám tento druh verše do překladů zavedl.

## Život
Narodil se v rodině pražského kožešnického mistra Jana Krále (* 1826) a matky Anny, rozené Sturzové (* 1832) jako nejstarší ze sedmi dětí (někteří ze sourozenců zemřeli předčasně). Po maturitě na Akademickém gymnáziu v Praze vystudoval klasickou filologii na české univerzitě v Praze a působil jako středoškolský profesor na gymnáziích na Malé Straně a ve Spálené ulici. Roku 1882 jmenován suplentem, 1883 mimořádným a 1893 řádným profesorem klasické filologie na české univerzitě Karlo-Ferdinandově.
Působil v Jednotě českých filologů a od roku 1886 redigoval Listy filologické. V roce 1909/10 byl rektorem UK.

### Rodinný život
Dne 17. srpna 1889 se v Jihlavě oženil. S manželkou Annou, rozenou Sychravou (* 1868) měl děti Vratislava (* 1890), Jiřího (* 1893) a Miladu (* 1892). Rodina žila na Vinohradech, v Mánesově ulici.
Je pohřben na vyšehradském Slavíně.

## Dílo
Základním dílem Josefa Krále je Řecká a římská rhythmika a metrika, výsledek rozsáhlého výzkumu starověkého básnictví a teoretických spisů. Jeho překlady starověkých dramat byly nejprve časoměrné s přízvučnými dialogy. Později dospěl k přesvědčení, že je pro překlady do češtiny nutno používat překlad přízvučný. V tomto směru byl přelomem jeho překlad Antigony z roku 1896. Ve sporu o Rukopis královédvorský a zelenohorský prokazoval svými studiemi, že se jedná o podvrhy.

### Vlastní díla (výběr)
- Nálezy Schliemannovy v Tirynthě a Mykenách (V Praze, J. Otto, 1879)
- Archaeologické nálezy na ostrově Kypru (V Praze, J. Otto, 1882)
- O tanci antickém (V Praze, J. Otto, 1884, dostupné online)
- O scenerii řeckého divadla (V Praze, Knihtiskárna a nakladatelství J. Otty, 1888, dostupné online)
- Mluvnice řeckého jazyka pro gymnasia česká. Díl I, Hláskosloví a tvarosloví (V Praze Tiskem a nákladem Dra. Edvarda Grégra, 1888)
- Řecká a římská rhythmika a metrika. I a II (V Praze, Nákladem Jednoty českých filologů, 1890 a 1906–1913, dostupné online: první svazek, druhý svazek)
- Česká prosodie (V Praze, J. Otto, 1909, dostupné online)
- O prosodii české. Část 1, Historický vývoj české prosodie (Praha, Čes. akademie věd a umění Bursík a Kohout – distributor, 1923, dostupné online)
- O prosodii české. Část druhá, O přízvučném napodobení rozměrů časoměrných (V Praze, Česká akademie věd a umění, 1938, dostupné online)

### Překlady (výběr)
- Tragoedie Sofokleovy. I, Antigona (ku potřebě školní poznámkami opatřil Josef Král, Sofoklés, V Praze, Nákladem Jednoty českých filologů, 1881, 1906 a 1935)
- Tragoedie Sofokleovy. II, Aias (ku potřebě školní poznámkami opatřil Josef Král, Sofoklés, V Praze, Nákladem Jednoty českých filologů, 1884)
- Euripidův Kyklops (Euripidés, V Praze, A. Storch syn, 1885, dostupné online)
- Tragoedie Sofokleovy. III, Elektra (ku potřebě školní poznámkami opatřil Josef Král, Sofoklés, V Praze, Nákladem Jednoty českých filologů, 1889 a 1902)